# Operaciones navales en la Guerra de Independencia de los Estados Unidos
Las operaciones navales de la Guerra de Independencia de los Estados Unidos se dividen en dos periodos.
Los primeros años, del 1775 al verano de 1778, las tropas de la Marina Real británica fueron empeñadas, en cooperación con las tropas de tierra empleadas contra los revolucionarios americanos, por las costas, ríos y lagos de Norteamérica.
Durante el segundo periodo, las sucesivas intervenciones de Francia, España, y los Países Bajos, ampliaron la guerra naval desde las Antillas al golfo de Bengala. Este segundo periodo duró desde el verano de 1778 hasta mediados de 1783, e incluyó operaciones como las ocurridas en lugares de América más otras que se encontraban en progreso, como operaciones para la protección del comercio y campañas navales de gran escala, realizadas por las flotas de las divisiones marítimas.

## Guerra americana, 1775-1778

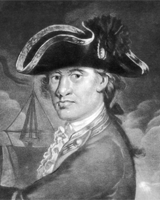
El Almirante Lord Howe era el comandante británico naval en América en el año 1776. Dimitió en 1778, rehusando y cediendo el puesto a Lord Sandwich, Primer Lord del Almirantazgo. Volvió en 1782 tomando parte en el sitio de Gibraltar.

Antes de que Francia entrara en el conflicto en el año 1778, la guerra naval consistía en una serie de operaciones muy pequeñas. Cuando la guerra empezó, los británicos contaban con 131 embarcaciones de línea, pero la Armada Real, las sustituyó por unas más rápidas y de peor calidad, construidas durante la Guerra de los Siete Años. Se estima que solo 39 embarcaciones de línea pudieron estar listas para la batalla en el primer año de conflicto. En el gobierno de lord Sandwich, el Primer Lord del Almirantazgo, se tenían ambiciosos planes para mejorar la flota, pero no se hicieron antes de la revolución estadounidense. La fuerza naval de la que disponían los Almirantes Británicos, era insuficiente para patrullar todas las costas. Durante los primeros tres años de guerra, la Armada Real fue utilizada primariamente en soporte de operaciones en tierra, ayudando al general Thomas Gage y el general sir William Howe durante el asedio de Boston.
En otros puntos de la costa, la marina británica fue empleada en expediciones punitivas contra ciudades costeras —como la quema de Falmouth (actual Portland (Maine)) en octubre de 1775— que sirvió más para exasperar que para debilitar al enemigo, o el ataque frustrado sobre Charleston (Carolina del Sur), en junio de 1776. La tarea de bloqueo de ciudades era totalmente desigual entre ambos bandos, dada la presencia de corsarios rebeldes bloqueando las colonias británicas. El comercio británico por lo tanto se había resentido con severidad, estado tan lejos de las costas irlandesas, donde era necesario suministrar al convoy comercial de lino de Belfast.
Los colonos americanos no tenían ningún navío propio y tuvieron que confiar en los corsarios para acosar el transporte británico. El 23 de marzo de 1776, varios meses antes de la Declaración de Independencia, el Congreso Continental publicó las patentes de corso permitiendo las represalias. Los corsarios americanos tomaron aproximadamente 600 navíos británicos durante la guerra. Estos no siempre trabajaban directamente para la causa americana, ya que los botines a menudo eran vendidos al mejor postor, dado que los británicos en ocasiones pagaban por recuperar lo que los corsarios les habían capturado.
El Congreso Continental también autorizó la creación de una pequeña Marina Continental el 13 de octubre de 1775. La Marina Continental nunca lanzó ningún barco, entonces los pequeños navíos eran utilizados principalmente en el asalto de buques comerciales. El 22 de diciembre de 1775, Esek Hopkins fue designado comandante en jefe naval. Con su pequeña flota, Hopkins condujo la primera y principal acción naval de la Marina Continental, a principios de marzo de 1776, contra Nasáu, Bahamas, donde las cargas de pólvora, muy necesaria, fueron tomadas para el empleo del Ejército Continental. El 6 de abril de 1776, la escuadrilla se batió sin éxito con el HMS Glasgow, de 20 cañones, en la primera gran batalla en el mar de la Marina Continental. El capitán John Paul Jones pronto se convirtió en el primer héroe de la marina estadounidense, capturando el HMS Drake el 24 de abril de 1778, la primera victoria de cualquier navío de guerra estadounidense en aguas británicas. También capturó el HMS Serapis el 23 de septiembre de 1779, cuando se encontraba al mando del USS Bonhomme Richard.

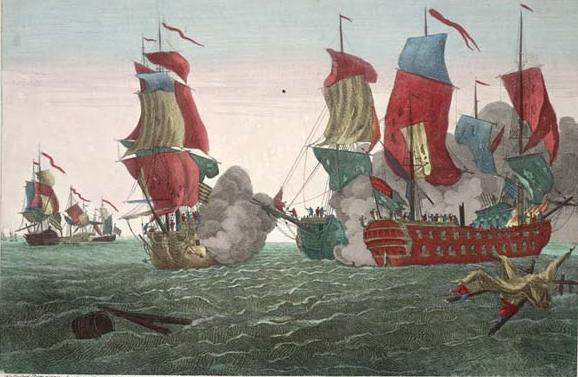
Grabado basado en la pintura Action Between the Serapis and Bonhomme Richard (Combate entre "El Serapis" y "Bonhomme Richard) por Richard Paton, publicado en 1780.

En 1778, la marina estadounidense, conducida por John Paul Jones, asaltó el puerto de Whitehaven, en Cumbria. El desembarco se realizó por sorpresa, realizado como una acción de venganza por Jones, y nunca con intención de realizar invasión. Sin embargo, esto causó histeria en Inglaterra, ya que el ataque mostraba una debilidad que podría ser explotada por otros estados como Francia o España. Su resultado fue un intenso periodo de fortalecimiento de los puertos británicos.
En América, la marina británica fue capaz de cubrir la marcha atrás del Ejército británico, que se desplazó de Boston a Halifax en abril de 1776, y posteriormente a Nueva York en junio. Esto contribuyó en la expedición a Filadelfia en julio de 1777 y las realizadas después sobre el río San Lorenzo y los Grandes Lagos, tomando un papel más agresivo el ejército británico desde ese momento. La liberación de Quebec por el capitán británico Charles Douglas, en mayo de 1776, forzó al General estadounidense Benedict Arnold a retirarse. La destrucción de su escuadrilla sobre el lago Champlain en octubre aseguró la frontera de Canadá y proporcionó una base para el avance de General británico John Burgoyne en 1777, que culminó, sin embargo, con su rendición en la batalla de Saratoga.

## Francia entra en la guerra, 1778
| Año  | Francia | España | Sacro Imperio | América | Total (aliados) | Británicos |
| ---- | ------- | ------ | ------------- | ------- | --------------- | ---------- |
| 1778 | 52      | —      | —             | 0       | 52              | 66         |
| 1779 | 63      | 58     | —             | 0       | 121             | 90         |
| 1780 | 69      | 48     | —             | 0       | 117             | 95         |
| 1781 | 70      | 54     | 13            | 0       | 137             | 94         |
| 1782 | 73      | 54     | 19            | 0       | 146             | 94         |

Ben Franklin llevaba más de un año en Francia cuando esta decidió entrar en la guerra. La rendición en Saratoga fue seguida, en 1778, por la guerra con Francia, que ya había aportado una gran cantidad de ayuda privada a los corsarios estadounidenses y a sus fuerzas en tierra. La ruptura llegó en marzo cuando el embajador británico en París, Lord Stormont, fue llamado a consulta, pero debido a que ninguna de las flotas estaba lista para el servicio, el conflicto no comenzó realmente hasta julio.
El gobierno francés estaba algo mejor preparado que el británico. El 13 de abril, envió una escuadra de doce navíos de línea y cuatro fragatas desde Tolón hacia América bajo el mando de Charles Henri, conde d'Estaing. Los británicos no realizaron ninguna tentativa para detenerlo en el estrecho de Gibraltar, que atravesó el 16 de mayo, y, pese a la inexperiencia de las tripulaciones y su propio error al perder tiempo intentando capturar alguna presa, arribó a la costa de Delaware sobre el 8 de julio sin ningún tipo de oposición.
El gobierno francés tenía tres objetivos primordiales: ayudar a los colonos americanos rebeldes; expulsar a los Británicos de las Antillas; y mantener ocupado al grueso de las fuerzas navales británicas en el canal de la Mancha. Para ello, una segunda flota más poderosa fue reunida en Brest bajo la dirección de Louis Guillouet, conde d'Orvilliers.
El gobierno británico, que no había cerrado el estrecho de Gibraltar a tiempo, envió al almirante John Byron desde Plymouth el 9 de junio con trece navíos de línea para unirse al almirante lord Howe (el hermano de sir William), en América. En la metrópoli reunió una importante armada, llamada la Escuadra Occidental, bajo el mando de Augustus Keppel.
Keppel, tras una travesía preliminar en junio, plantó cara a d'Orvilliers ante Brest el 27 de junio de 1778, en la batalla de Ouessant. Las flotas eran iguales y la acción no fue concluyente, ya que las dos flotas se limitaron a pasarse mutuamente, cañoneándose. Una violenta pelea, exacerbada por diferencias políticas, estalló entre los mandos británicos, lo que dio lugar dos consejos de guerra y a la dimisión de Keppel, dañando gravemente la disciplina de la marina. No se produjo ninguna otra acción digna de mención en aguas europeas.
En la costa americana, las noticias del acercamiento de d'Estaing obligaron a los comandantes británicos a evacuar Filadelfia el 18 de junio de 1778. Howe entonces concentró su flota de nueve pequeños navíos de línea en Sandy Hook, Nueva Jersey, el 29 de junio; y el 11 de julio supo del acercamiento de d'Estaing. El almirante francés no atacó y el 22 de julio zarpó para cooperar con los estadounidenses en un esfuerzo para expulsar a la guarnición británica de Rhode Island. Howe, que había recibido algunos refuerzos, le siguió. El almirante francés, que había anclado en Newport, se hizo a la mar para hacerle frente, pero ambas flotas fueron dispersadas por tormentas. D'Estaing zarpó para Boston el 21 de agosto.
Howe no recibió ninguna ayuda de Byron, cuya flota, mal equipada, fue dañada y dispersada por un temporal el 3 de julio en medio del Atlántico. Sus barcos fueron llegando en septiembre. Howe dimitió el 25 de julio y Byron le sucedió.

## Antillas, 1778-1779
El acercamiento de invierno provocó una peligrosa campaña naval en la costa de Norteamérica. De junio a octubre, se desarrolla la temporada de huracanes en las Antillas, mientras que de octubre a junio se crea un invierno tempestuoso en la costa norte. Esto, en gran parte, dictó los movimientos y las acciones de las fuerzas navales en combate durante la guerra.
El 4 de noviembre de 1778, d'Estaing partió con rumbo hacia las Antillas, con la sorpresa y la consternación correspondiente de los estadounidenses, que esperaban haber lanzado operaciones contra Halifax y Terranova. Durante el mismo día, el Comodoro William Hotham fue enviado desde Nueva York para reforzar la flota británica en las Antillas. El 7 de septiembre, el gobernador francés de Martinica, Marquis de Bouille, había sorprendido con un ataque a la isla británica de Dominica. El almirante británico Samuel Barrington, en las Islas de Sotavento, había tomado represalias contra Santa Lucía el 13 o 14 de diciembre, después de la llegada de Hotham de Norteamérica. D'Estaing, que era seguido por Hotham estrechamente, fue sorprendido con dos débiles ataques sobre Barrington, en el callejón sin salida que era Santa Lucía, el 15 de diciembre.
El 6 de enero de 1779, el almirante Byron arribó a las Antillas. Durante la primera parte de este año, las fuerzas navales desplazadas en las Antillas fueron empleadas principalmente en la confrontación mutua. Pero en junio, mientras Byron había ido a Antigua a proteger el convoy comercial en su camino de regreso, d'Estaing capturó primero San Vicente, y luego Granada. El almirante Byron, que regresaba, había ido en barco con las esperanzas de preservar la isla en su poder, pero llegó demasiado tarde. Un ataque indeciso en Granada fue repelido el 6 de julio de 1779. La guerra se extinguió en las Antillas tras ese ataque. Byron retornó a casa en agosto. D'Estaing, después de una cooperación sin éxito con los estadounidenses en un ataque sobre Savannah en septiembre, también volvió a Europa.

## España entra en la guerra, 1779-1780
En aguas europeas, el canal de la Mancha había sido invadido por una flota francesa y española de sesenta y seis navíos de vela, España acababa de unirse a la coalición contra Gran Bretaña. Sólo treinta y cinco navíos de vela podrían ser usados por los británicos contra la flota conjunta bajo el mando de Charles Hardy. La flota conjunta llegó tarde y no pudieron realizar ninguna acción. Los aliados se retiraron a principios de septiembre y fueron capaces aún de molestar a los convoyes comerciales británicos. Mientras tanto, los españoles habían comenzado el sitio de Gibraltar.
Hasta ahora, la marina británica había estado a la defensiva, sin ninguna pérdida material –excepto en las Antillas– pero también sin ningún triunfo. Las operaciones de 1780 continuaron según la línea seguida. El gobierno británico no se sentía lo suficientemente fuerte como para bloquear Brest y los puertos españoles, conformándose con controlar sus movimientos. En el canal, fue salvado del desastre porque el único y verdadero éxito de la flota franco-española fue la captura el 8 o 9 de agosto de un gran convoy británico de barcos que se destinaban al este con tropas llevadas hacia las Antillas. Esta flota (25 navíos españoles y 7 franceses), al mando del almirante Luis de Cordova, capturó cincuenta y cinco barcos británicos y más de un millón de libras en lingotes de oro, amén de 3150 prisioneros, lo que hizo tambalear la Bolsa de Londres. A su vez, el almirante español Juan Bautista Bonet capturó con su pequeña flota, desde La Habana, un convoy de dieciséis barcos ingleses, procedentes de Jamaica. La entrada en guerra de España supuso un verdadero quebradero de cabeza para los ingleses, sobre todo por las sucesivas derrotas que les fue infligiendo Bernardo de Gálvez en Manchac, Baton Rouge, Mobile y Pensacola, además de San Luis, en la Alta Luisiana. Con la entrada en guerra de España, Washington vio el cielo abierto, ya que Gálvez cerraba, en sucesivas victorias, el flanco sur de los rebeldes a los ingleses.
El vigor fue mostrado en la costa americana y en las Antillas. A principios de año, el almirante Mariot Arbuthnot fue enviado para tomar el mando en Norteamérica. En el lado francés, el conde de Guichen fue enviado con refuerzos a las Antillas para tomar el mando de los barcos que el año anterior habían estado al mando de d'Estaing. Arribó en marzo, siendo capaz de limitar la pequeña fuerza británica bajo las órdenes del almirante Hyde Parker.
Después de que España entrara en la guerra, John Dalling, gobernador británico y comandante en jefe de la Jamaica británica (actual Jamaica) propone en 1780 una expedición a la provincia española de Nicaragua. El objetivo era el de navegar por el río San Juan y el lago Cocibolca y capturar la ciudad de Granada, que si se realizaba con eficacia cortaría Hispanoamérica en dos mitades así como proporcionaría un acceso potencial al océano Pacífico. A causa de la enfermedad y problemas logísticos, la expedición se convirtió en una costosa debacle.
La expedición partió de Jamaica el 3 de febrero de 1780, escoltada por el capitán Horacio Nelson en el Hinchinbroke. Nelson era el oficial presente de más alto rango, pero su autoridad fue limitada con operaciones navales. El comandante total era el capitán John Polson del 60.º Regimiento, que reconoció las capacidades de Nelson y trabajó estrechamente con él. Polson disponía de aproximadamente trescientos o cuatrocientos regulares del 60.º y 79.º regimiento, aproximadamente 300 hombres del Cuerpo Leal irlandés levantado por Dalling, así como varios cientos de reclutas locales, incluyendo a negros y misquitos.
Después de muchos retrasos, la expedición comenzó a ascender río arriba el San Juan el 17 de marzo de 1780. El 9 de abril, Nelson, en su primer combate cuerpo a cuerpo, capturó una batería española en la isla de Bartola. Ocho kilómetros río arriba se hallaba la Fortaleza San Juan, con aproximadamente 150 defensores armados además de otros 86, que fueron sitiados el 13 de abril. A causa de la escasa planificación y las pérdida de provisiones, los británicos pronto comenzaron a estar faltos de munición para los cañones así como raciones para los hombres. Tras las lluvias tropicales que comenzaron el 20 de abril, los hombres comenzaron a enfermar y morir, probablemente de malaria y disentería, y quizás también de fiebre tifoidea.
Nelson fue uno de los primeros en enfermar, siendo embarcado río abajo el 28 de abril, justamente el día antes de que los españoles se rindieran en la fortaleza. Aproximadamente 450 refuerzos británicos llegaron el 15 de mayo, pero los afroamericanos y los indios abandonaron la expedición debido a la enfermedad y el descontento. Aunque Dalling persistiera en la tentativa de aunar refuerzos, la enfermedad continuó siendo una gran lacra, y la expedición fue abandonada el 8 de noviembre de 1780. Los españoles ocuparon de nuevo las ruinas de la fortaleza después de que los británicos la hicieran explotar en su retirada. En total, más de 2500 hombres murieron, lo que hizo que la expedición de San Juan fuera el desastre británico más costoso de toda la guerra. Mientras esto ocurría en Nicaragua, en Campeche y Belice los españoles no se estaban quietos y capturaban los establecimientos ingleses de la región.
En mayo de 1780, Charles-Henri-Louis d'Arsac de Ternay fue enviado desde Brest con siete barcos de batalla y un convoy que portaba 6000 soldados franceses para actuar junto a los estadounidenses. Luchó con una pequeña fuerza británica sobre Cornwallis, cerca de Bermudas, el 20 de junio, alcanzando Rhode Island el 11 de julio.
Durante el resto del año y parte del siguiente, los británicos y las fuerzas navales francesas en aguas norteamericanas permanecieron en sus respectivos cuarteles generales de Nueva York y Newport, vigilándose mutuamente. Las Antillas eran de nuevo la escena de las operaciones más importantes del año. En febrero y marzo, una fuerza española de Nueva Orleans, bajo el mando de Bernardo de Gálvez, invadió el este de Florida con éxito, pero los aliados no realizaron ningún progreso significativo.

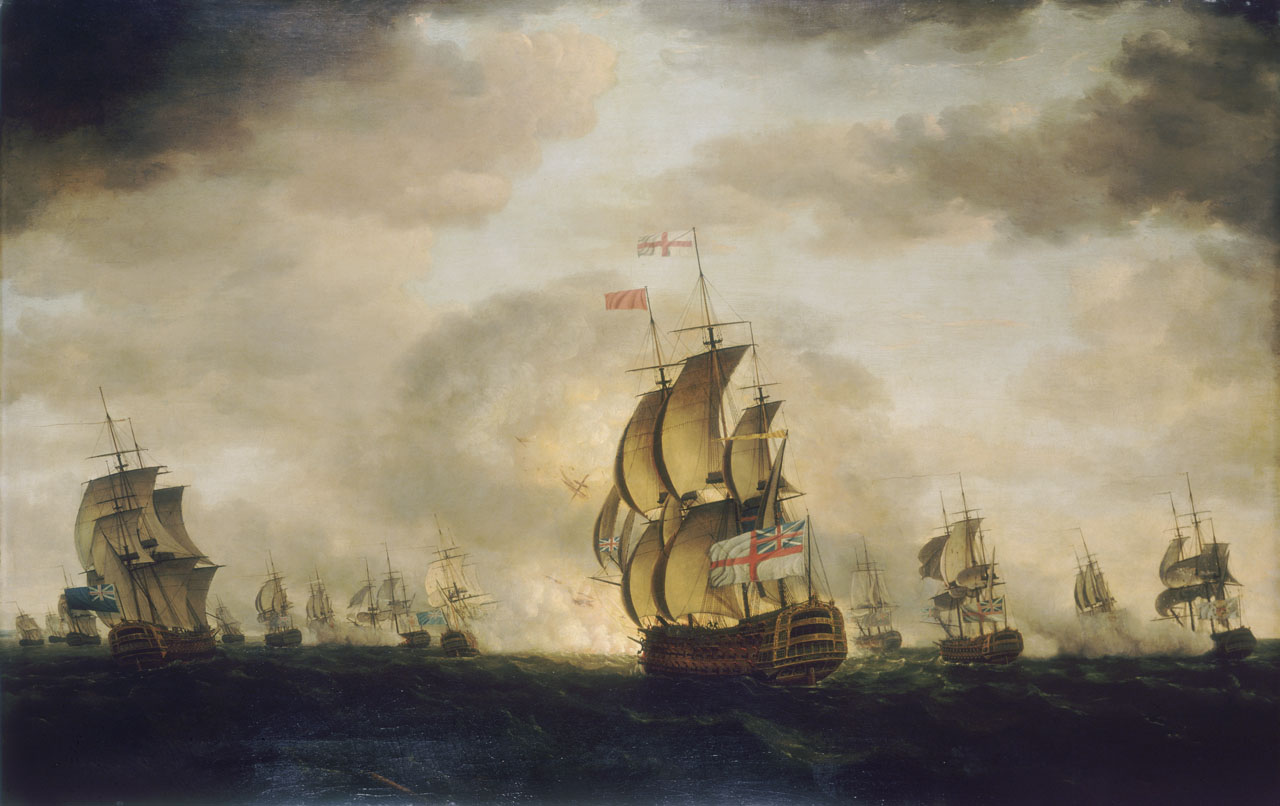
Batalla del Cabo San Vicente, 16 de septiembre de 1780 por Francis Holman, pintado en 1780, muestra la explosión del Santo Domingo, con el buque insignia de Rodney, el Sandwich, en primer plano.

A finales de 1779, George Brydges Rodney había sido designado para dirigir una gran fuerza naval que debía detenerse en Gibraltar y posteriormente en Menorca. Rodney debía continuar hacia las Antillas con parte de la flota. Fue en barco el 29 de diciembre de 1779, con el comercio de las Antillas bajo su protección. Capturó un convoy español en su camino en Finisterre el 8 de enero, derrotó una pequeña fuerza española en el cabo San Vicente el 16 de enero, dejando Gibraltar el 19 de enero, y marchando a Antillas el 13 de febrero.
El 27 de marzo, se unió a Hyde Parker en Santa Lucía, y Guichen se retiró a la Fortaleza Real en Martinica. Hasta julio, las flotas de Rodney y Guichen, de la misma fuerza, fueron utilizadas en operaciones en los alrededores de la isla de Martinica. El almirante británico procuró forzar un posible trato. Pero en el primer encuentro, el 17 de abril al sotavento de la isla, las órdenes de Rodney no fueron llevadas a cabo por sus capitanes, y la acción fue indecisa. Deseó concentrarse a la zaga de la línea enemiga, pero sus capitanes se dispersaron a lo largo de la formación francesa. En dos acciones consecutivas, el 15 y el 19 de mayo, al barlovento de Martinica, el almirante francés no pudo ser derrotado.
La llegada de una escuadrilla española de doce navíos, en junio, dio una gran superioridad numérica a los aliados, ya que Rodney se encontraba en la Bahía del Islote Gros, en Santa Lucía, pero nada decisivo ocurrió. La flota española estaba en malas condiciones, y la francesa necesitaba descanso. La española continuó hasta La Habana y la francesa a Saint Domingue. En julio, ante el acercamiento de la temporada de huracanes, Rodney fue embarcado hacia Norteamérica, alcanzando Nueva York el 14 de septiembre. Guichen retornó a Francia con el más dañado de todos sus barcos. El 6 de diciembre, Rodney vuelve a la base caribeña de Barbados, donde no fue capaz de efectuar movimiento alguno contra los franceses en la Bahía de Narragansett.

## Últimas operaciones en territorio Americano, 1781-1782
Las operaciones de la guerra naval fueron confusas hasta el final de 1780, comenzando a tener un grado de coherencia a partir de 1781. Los aliados centraron sus objetivos en la captura de las Antillas, Menorca y Gibraltar; Gran Bretaña, recurrió a movimientos defensivos. Los Países Bajos se unieron a los aliados, obligando al gobierno británico a retirar a parte de su flota de otros objetivos, como proteger el comercio en el mar del Norte. Una batalla a la desesperada fue librada en Dogger Bank el 5 de agosto entre Hyde Parker y el Almirante holandés Zoutman, ambos enviados para proteger el comercio; pero los Países Bajos no afectaron el curso general de la guerra. Los aliados otra vez erraron en su intento de hacer un ataque vigoroso sobre las fuerzas británicas en el canal. Estos no podían impedir que el Almirante George Darby tomara el relevo en la defensa de Gibraltar y Menorca en abril. Menorca fue cercada fuertemente y obligada a rendirse el 5 de febrero de 1782. Una política vigorosa fue realizada por Francia en las Antillas y en América, mientras comenzaba el ataque más fuerte sobre la posición británica en las Indias Orientales.
En las Antillas, Rodney, que había recibido la noticia de la entrada en guerra de los Países Bajos a principios de año, tomó la isla de Sint Eustatius, que había sido un gran depósito de contrabando de guerra, el 3 de febrero de 1781. El almirante británico fue acusado usar la toma en su propio beneficio, impidiendo a su segundo en la jerarquía, Samuel Hood, que recientemente se había unido, tomar medidas apropiadas para impedir la llegada de la fuerza francesa en su camino conocido hacia Martinica. El almirante francés, François Joseph Paul de Grasse, alcanzó la isla con refuerzos en abril. Hasta julio, llevó una serie de operaciones hábiles y amenazadoras contra las islas en posesión británica mientras evitaba enfrentar a Rodney. En julio, fue en barco a la costa de Norteamérica, adonde fue seguido en agosto por Hood; Rodney volvió a casa en la mal estado de salud.

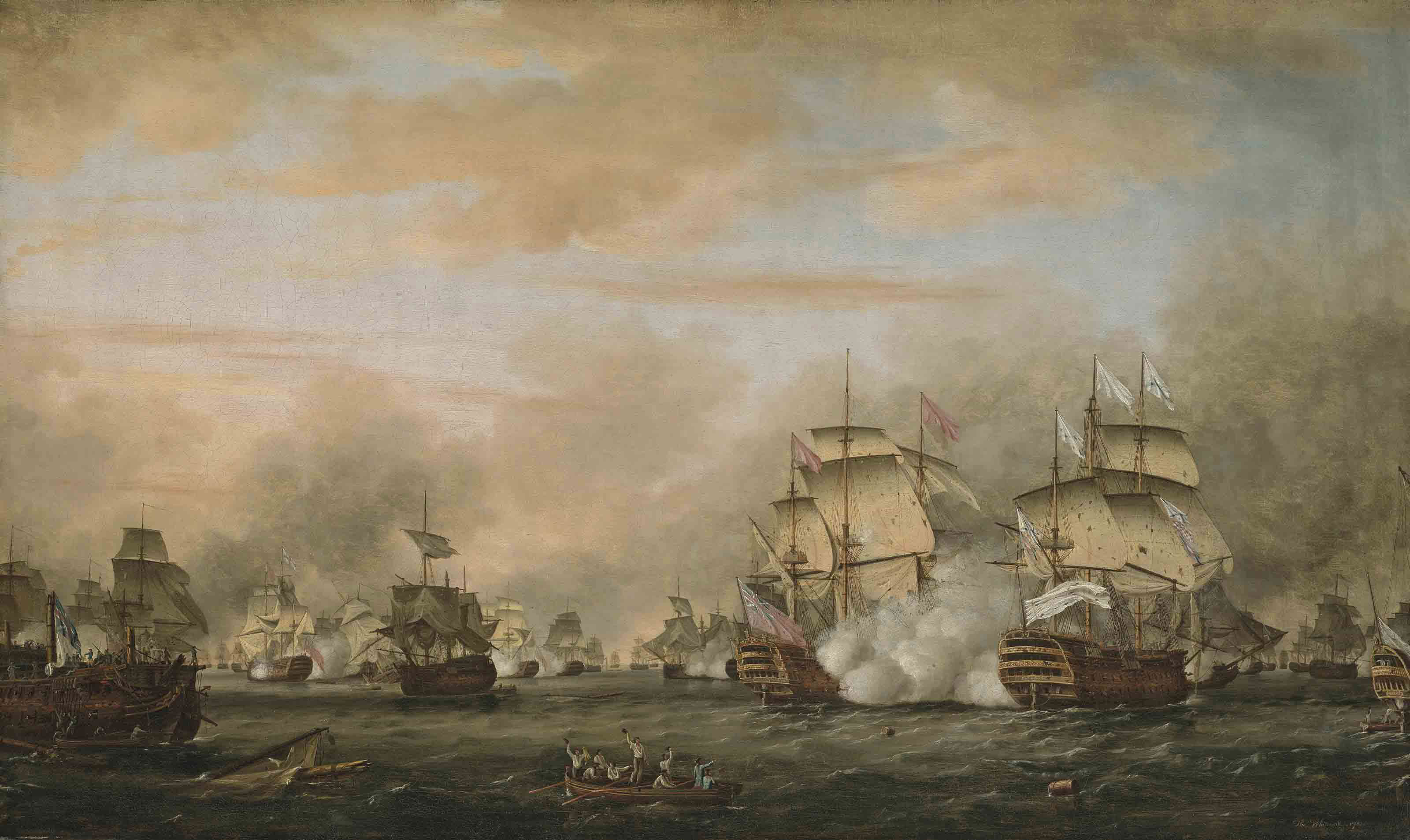
La Batalla de los Santos, 12 de abril de 1782: rendición de la Villa de París por Thomas Whitcombe, pintada en 1783, muestra el HMS Barfleur, barco del almirante Samuel Hood atacando a la flota francesa.

En la costa de Norteamérica, la guerra llegó a su punto culminante. En la primera parte del año los británicos en Nueva York y los franceses en Newport continuaron mirándose mutuamente. En abril, el almirante británico Arbuthnot tuvo un éxito real al detener una tentativa francesa de llevar refuerzos a la causa estadounidense en Virginia. La acción en la que rechazó esta acción, fue tímidamente repelida, pero de forma efectiva. Washington, que estaba ansioso de concentrar el ataque en un cualquiera de los centros de poder británico en Virginia o Nueva York, tuvo que esperar hasta la llegada de de Grasse antes de llevar a cabo sus ideas. El almirante francés dio a los aliados una superioridad de fuerza naval sobre la costa de Virginia, y lord Cornwallis, el comandante británico, fue asediado en Yorktown. El almirante Thomas Graves, sucesor de Arbuthnot, había sido reclamado por Hood desde las Antillas, para procurar alejar a la flota francesa. Pero en la batalla en la que participó el 5 de septiembre fracasó en su intento de expulsar a los franceses de la bahía de Chesapeake. De Grasse llegó con nuevos refuerzos, y Graves se alejó. Yorktown cayó el 19 de octubre, atacada por tierra por las fuerzas conjuntas de Rochambeau y de Washington y por mar por la flota francesa, con lo que la guerra se desplazó a casi toda la costa norteamericana.
El almirante francés volvió a las Antillas, donde fue seguido de Hood, y reasumió los ataques sobre las islas en poder británico. En enero y febrero de 1782, conquistó San Cristóbal, a pesar de la oposición más decidida de Hood, quien con una fuerza muy inferior primero expulsó a su tropa de Basseterre y luego rechazó los repetidos ataques. El siguiente objetivo del francés era el de combinarse con los españoles para un ataque sobre Jamaica. George Rodney, que ha vuelto a la orden con refuerzos, confundió este plan con la serie de las operaciones que culminaron en la batalla de los Santos el 12 de abril de 1782. Ninguna operación similar ocurrió en las Antillas. En casa, Howe tomó posesión de Gibraltar por última vez en octubre de 1782. Gálvez capturó Las Bahamas para España. Al terminar la guerra, los corsarios españoles habían causado considerables pérdidas a los británicos, en concreto cerca de 2000 barcos y varios millones de libras. La Florida volvía a ser española, como lo había sido desde el siglo XVI. Por otra parte, sin la ingente ayuda material, además de militar, prestada por España, es posible que las Trece Colonias no hubieran alcanzado la independencia.

## Campaña de las Indias Orientales, 1778-1783
La guerra en las Indias Orientales constó de una serie de episodios. En 1778, las autoridades británicas tuvieron poca dificultad en la toma del establecimiento francés de Pondicherry. Una escaramuza naval muy débil ocurrió el 10 de agosto en el golfo de Bengala, entre el oficial británico naval en el mando y M. de Tronjoly. Pero hasta entonces los franceses eran más débiles en estos mares para efectuar grandes ofensivas y permanecieron en general en Reunión y Mauricio hasta principios de 1782.
En la primavera de 1781, el almirante francés Pierre André de Suffren de Saint Tropez fue enviado al este con una pequeña escuadrilla. En su camino, se encontró con una fuerza británica que había sido enviada para tomar el cabo de los holandeses, y que encontró en el anclaje portugués de Praia, el 16 de abril. Habiendo asegurado el cabo mediante la derrota de esa fuerza británica, Suffren continuó a las islas francesas. A principios de 1782 realizó vehementes ataques a las fuerzas británicas en el golfo de Bengala. Del 17 de febrero de 1782 al 20 de junio de 1783, luchó en una serie de acciones contra Eduard Hughes, marcando su superioridad en esas aguas. Aunque no contara con ningún puerto para reacondicionar y ningún aliado salvo el indio Hyder Ali, se mantuvo en el mar y no retornó a las islas francesas ni aun durante el monzón del nordeste. Suffren tomó Trincomalee en julio de 1782, a pesar de la oposición del almirante Hughes. En esta zona asiática de guerra, Suffren infligió pérdidas pesadas a la flota británica en prácticamente todas las acciones en las que participó.